# Symphonie chorale

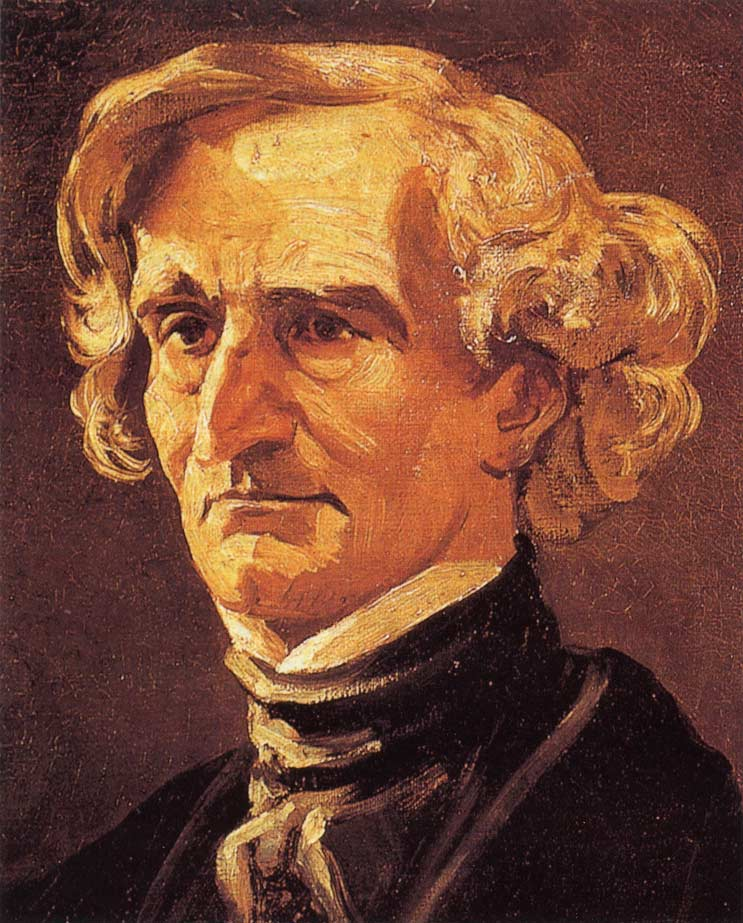
Hector Berlioz, compositeur français

Une symphonie chorale est une composition musicale pour orchestre, chœur et parfois chanteur soliste qui, dans son fonctionnement interne et son architecture musicale générale, adhère largement à la forme musicale de la symphonie. Le terme, dans ce contexte, est l'invention d'Hector Berlioz quand il décrit son œuvre Roméo et Juliette dans son introduction à ce travail.
L'antécédent direct de la symphonie chorale est la Symphonie nº 9 de Ludwig van Beethoven. Elle incorpore une partie de l'Ode à la joie, un poème de Friedrich von Schiller, avec le texte chanté par des solistes et le chœur dans le dernier mouvement. C'est le premier exemple d'utilisation par un compositeur majeur de la voix humaine au même titre que les instruments d'une symphonie.